# جلول دكداك
جلول دكداك (1943 ـ 5 نوفمبر 2020)، هو شاعر مغربي.
اسمه الأصلي جلول بن محمد بن محمد أبي نحيلات اليعقوبي، ولد عام 1943 في قرية أمسون إقليم تازة. حصل على شهادة الدروس الثانوية الإسلامية سنة 1962، ثم تابع دروسه بالمراسلة مع المعهد الأوربي لتدريس الإلكترونيات، ثم التحق بالمركز التربوي الجهوي لتكوين الأساتذة بوجدة، وتخرج في شعبة الأدب العربي 1981. عمل مدرساً بالمرحلة الابتدائية ما بين سنتيّ 1962 و1973، ثم بنيابة وزارة التربية الوطنية بتازة من سنة 1974 إلى سنة 1977، ثم أسند إليه منصب قائم مقام مفتش مساعد خلال عام 1978، ثم مارس التدريس بالمرحلة الثانوية لمدة عامين. انتخب عام 1965 رئيساً لجمعية الرابطة الثقافية لمعلمي جرسيف، وعام 1977 خليفة للكاتب العام لجمعية رابطة رجال التعليم بإقليم تازة، ثم انضم لنادي اليونسكو عام 1986 وأسس نادي التصوير من أجل السلام عام 1987.
بدأ قول الشعر عام 1959 وبلغ مرحلة النضج بقصيدته (نشيد النصر) عام 1961.

## الجوائز
حصل على الجائزة الأولى بأوبريت شعرية نظمها تحت عنوان : (نزهة) في المباراة الأدبية الوطنية 1973.

## من مؤلفاته
- بسمة حائرة (ديوان).
- صيحة شاعر (ديوان).
- تراتيل في محراب الغربة (ديوان).
- سياحة في رحم الوطن (ديوان).
- لاتظلموا الأيام (ديوان).
- انغام صغيرة (ديوان).
- تفاعيل وأفاعيل (ديوان).
- البلاغ الجديد (ديوان).
- أناشيد العودة (ديوان).
- همسات صارخة (ديوان).

ودواوين أخرى...